# Sephena polara
Sephena polara är en insektsart som beskrevs av Medler 2000. Sephena polara ingår i släktet Sephena och familjen Flatidae. Inga underarter finns listade i Catalogue of Life.